# Ghostbusters (песня)
«Ghostbusters» — песня 1984 года, написанная Реем Паркером-младшим как заглавная тема к одноимённому фильму с Биллом Мюрреем, Дэном Эйкройдом, Гарольдом Рамисом и Эрни Хадсоном в главных ролях. 16 июня 1984 года песня дебютировала на 68 месте в Billboard Hot 100 и уже 11 августа заняла первое место, оставаясь там последующие три недели, также заняла второе место в UK Singles Chart 16 сентября 1984 года оставаясь на этом месте три недели. 2 ноября 2008 года песня вновь вошла в UK Singles Chart, заняв 49 место.
Песня номинировалась на 57-й церемонии премии Оскар как лучшая песня к фильму, но награду получил Стиви Уандер за «I Just Called to Say I Love You». За инструментальную версию песни Паркер был удостоен премии «Грэмми» за лучшее инструментальное поп-исполнение.

## История создания
Изначально к созданию заглавной темы к фильму продюсеры планировали привлечь Линдси Бакингема, который написал песню «Holiday Road» к фильму Гарольда Рамиса «Каникулы», но он отказался, поскольку не хотел получить ярлык саундтрекового музыканта.
По словам Паркера, продюсеры фильма обратились к нему с просьбой написать заглавный саундтрек к фильму в сжатые сроки. Проблемой являлось и название фильма, которое, казалось, трудно было включить в текст. Однако ночью он увидел дешёвую рекламу какой-то местной компании, которая напомнила ему, что в фильме присутствует сцена рекламного ролика; это вдохновило его написать псевдо-рекламный джингл. Продюсер исполнителя Клайв Дэвис вначале был против этой песни, так как считал, что она может навредить образу Рея как романтического исполнителя. Однако продюсер фильма Джо Меджак смог его переубедить.

### Музыкальное видео
Клип снимал Айван Райтмен, он же снимал и фильм. По сюжету молодую девушку, которую играет актриса Синди Харрелл, преследует призрак, изображаемый Паркером, и она вызывает службу охотников. Действие происходит на чёрном фоне квартиры, интерьер дома подсвечен неоновыми лампами. В клипе также появляются несколько звёзд того времени: Чеви Чейз, Айрин Кара, Джон Кэнди, Мелисса Гилберт, Джеффри Тэмбор, Джордж Вендт, Эл Франкен, Дэнни Де Вито, Карли Саймон, Питер Фальк и Тери Гарр. Также в финале клипа Паркер и главные герои фильма, в полном обмундировании охотников, танцуют на улицах Нью-Йорка. Аналогичный танец исполняется на финальных титрах в мультфильме «Настоящие охотники за привидениями» и в трейлере к игре «Ghostbusters: The Video Game».

### Иск
После релиза песни «Ghostbusters» Хьюи Льюис обвинил Паркера в плагиате и подал иск в суд, заявив, что песня очень схожа с его «I Want a New Drug». Ранее продюсеры «Охотников за привидениями» приглашали его для создания саундтрека к фильму, но ему пришлось отказаться из-за работы над музыкой к фильму «Назад в будущее». Стороны сумели договориться вне суда. Условия мирового соглашения, в частности, что Columbia Pictures выплатили Льюису компенсацию, оставались тайной до 2001 года, когда Хьюи рассказал об этом в выпуске «Behind the Music» на канале VH1. Впоследствии Паркер подал иск против Льюиса за нарушение конфиденциальности.

### Список композиций
| №  | Название                      | Длительность |
| -- | ----------------------------- | ------------ |
| 1. | «Ghostbusters»                | 3:46         |
| 2. | «Ghostbusters» (instrumental) | 4:03         |

### Чарты и сертификации
| Чарт (1984-85)                        | Наивысшая позиция |
| ------------------------------------- | ----------------- |
| Австралия (Kent Music Report)         | 2                 |
| Австрия (Ö3 Austria Top 40)           | 8                 |
| Бельгия/Фландрия (Ultratop 50)        | 1                 |
| Канада (RPM Adult Contemporary)       | 6                 |
| Канада (RPM Top Singles)              | 1                 |
| Канада (The Record)                   | 1                 |
| Франция (SNEP)                        | 1                 |
| ФРГ (GfK)                             | 4                 |
| Irish Singles Chart                   | 4                 |
| Италия (FIMI)                         | 8                 |
| Нидерланды (Dutch Top 40)             | 4                 |
| Нидерланды (Single Top 100)           | 5                 |
| Новая Зеландия (Recorded Music NZ)    | 2                 |
| Норвегия (VG-lista)                   | 2                 |
| ЮАР Чарт                              | 1                 |
| Испания (AFYVE)                       | 1                 |
| Швеция (Sverigetopplistan)            | 2                 |
| Швейцария (Schweizer Hitparade)       | 3                 |
| UK Singles (Official Charts Company)  | 2                 |
| U.S. Billboard Hot 100                | 1                 |
| U.S. Billboard Hot Adult Contemporary | 9                 |
| U.S. Billboard Hot Dance Club Play    | 6                 |
| U.S. Billboard Hot Black Singles      | 1                 |

| Годовой чарт (1984)          | Позиция |
| ---------------------------- | ------- |
| Великобритания (Gallup Poll) | 9       |
| Швейцария (Swiss Hitparade)  | 12      |

| Регион | Сертификация | Продажи   |
| --- | ------------ | --------- |
| Канада (Music Canada) | Платиновый   | 100,000^  |
| Франция (SNEP) | Платиновый   | 1,160,000 |
| Великобритания (BPI) | Золотой      | 1,090,000 |
| США (RIAA) | Золотой      | 1,000,000 |
| Total available sales:                                                                                                   |              | 3,350,000 |
| * Данные о продажах приведены только на основе сертификации. ^ Данные о тиражах приведены только на основе сертификации. |              |           |

## Версия Run-D.M.C.
К выходу сиквела была записана версия песни с участием группы Run-D.M.C.. Выпускался на кассете и 7-дюймовой пластинке как стандартный сингл, а также на 12-дюймовой пластинке и CD как макси-сингл с песней «Pause» с альбома «Back from Hell».

### Музыкальное видео
Клип начинается с кадров того, как Сигурни Уивер и Энни Поттс выходят из лимузина перед большой толпой в сопровождении участников Run-D.M.C., одетых в униформу Охотников, в дальнейшем они исполняют песню со сцены перед полным залом. Билл Мюррей, Дэн Эйкройд и Эрни Хадсон появляются в клипе в роли охранников.

### Список композиций
7" single / cassette
1. «Ghostbusters» — 4:07
2. «Ghostbusters (Ghost Power Instrumental)» — 4:07

12" single
1. «Ghostbusters» — 6:00
2. «Ghostbusters (Dub Buster)» — 4:10
3. «Pause» — 6:00
4. «Pause (Dub Version)» — 3:32
5. «Pause (Radio Version)» — 3:46

CD single
1. «Ghostbusters» — 6:00
2. «Pause» — 6:00
3. «Pause (Dub Version)» — 3:32
4. «Pause (Radio Version)» — 3:46

## Версия The Rasmus
Финская рок-группа The Rasmus записали кавер песни, который был включен в их дебютный альбом «Peep» и Extended pack «3rd» в 1996 году, а также в сборник «Hell of a Collection» 2001 года.
Сингл занял 8 место в финском чарте, став самой лучшей композицией с альбома «Peep». Песня часто исполняется на концертах и в среде давних поклонников считается классической. На данную композицию не снимался клип, но существует запись концертного исполнения 1996 года, которая ошибочно воспринимается как официальный клип.

### Список композиций
CD single — EP
1. «Ghostbusters» (Ray Parker Jr. cover) — 3:35
2. «Fool» — 3:42

## Версия Mickael Turtle
В 2005 году был записан кавер на оригинальную композицию вымышленным мультяшным персонажем Mickael Turtle, которая достигла пятого места во Франции в декабре 2005 года и 23-го в Швейцарии в январе 2006 года.

### Список композиций
1. «Ghostbusters» (radio edit) — 2:26
2. «Ghostbusters» (extended club original mix) — 5:07
3. «Ghostbusters» (who’s that remix long voix) — 6:15
4. «Ghostbusters» (extended club instrumental mix) — 5:07
5. «Ghostbusters» (Who’s that remix long dub) — 6:12
6. Mickael The Turtle — Teaser Video

### Чарты и сертификации
| Чарт                            | Наивысшая позиция |
| ------------------------------- | ----------------- |
| Австралия (ARIA)                | 58                |
| Бельгия/Валлония (Ultratop 50)  | 21                |
| Франция (SNEP)                  | 5                 |
| Германия (GfK)                  | 56                |
| Швейцария (Schweizer Hitparade) | 23                |

| Годовой чарт  | Наивысшая позиция |
| ------------- | ----------------- |
| Франция(SNEP) | 50                |

| Страна  | Сертификация | Дата           | Количество продаж |
| ------- | ------------ | -------------- | ----------------- |
| Франция | Серебро      | 1 декабря 2005 | 125,000           |

## Версия Fall Out Boy и Мисси Эллиотт
Ghostbusters (I’m Not Afraid) — кавер песни от американской рок-группы Fall Out Boy и хип-хоп исполнительницы Мисси Эллиотт, который был выпущен 23 июня 2016 года как саундтрек к «перезагрузке» кинофраншизы «Охотники за привидениями».